# Haltepunkt Köln-Buchforst
Der Haltepunkt Köln-Buchforst liegt im gleichnamigen Kölner Stadtteil Buchforst. Er ist ein Haltepunkt der S-Bahn Köln bzw. S-Bahn Rhein-Ruhr an der neun Kilometer langen Kölner S-Bahn-Stammstrecke zwischen dem Bahnhof Köln-Mülheim und Köln-Nippes. Bedient wird die Station durch die Linien S 6 und S 11.

## Lage
Die Station ist ein klassischer Haltepunkt und befindet sich im Norden von Köln-Buchforst, direkt an der Stadtteilgrenze zu Mülheim. Knapp einen Kilometer südwestlich des Bahnhofs Köln-Mülheim dient die Station zur Anbindung des dicht besiedelten Kölner Stadtteils an das Netz der S-Bahn Köln bzw. S-Bahn Rhein-Ruhr.
Der Zugang zur Station befindet sich in der Waldecker Straße, direkt unter der Eisenbahnunterführung. Zu beiden Seiten der Straße führen Treppen zum Mittelbahnsteig. Der Mittelbahnsteig ist gemäß S-Bahnstandard 96 cm hoch und so für den barrierefreien Zugang zu den Zügen geeignet. Ein Aufzug unterstützt diesen Zugang von der Straße aus.
Die Station verfügt über die übliche Ausstattung (Sitzgelegenheit, Fahrausweisautomat) moderner S-Bahnhöfe. Knapp die Hälfte des Bahnsteigs ist von einem Bahnsteigdach bedeckt. Eine Besonderheit befindet sich am jeweiligen Ende des Bahnsteiges. Da die beiden Bahnsteigenden in einer Kurve liegen, wird die Zugabfertigung durch Videomonitore unterstützt. Videokameras beobachten die Bereiche der Bahnsteigkanten. Über jeweils drei Monitore kann der Triebwagenführer die Türbereiche beobachten und so den Zug abfertigen.
Umgestiegen werden kann in Buchforst auch auf die Stadtbahnlinie 3, die ebenfalls an der Waldecker Straße eine Haltestelle besitzt, die ca. 250 m vom S-Bahn Haltepunkt entfernt ist.
Hauptsächlich dient die Station zur Anbindung von Buchforst an den Hauptbahnhof. Zwar war Buchforst bereits durch die Stadtbahn mit der Innenstadt verbunden, aber erst der S-Bahnanschluss ermöglichte die direkte Anbindung an den Hauptbahnhof. Die lokale Verteilerfunktion der Station wird außerdem durch eine Omnibusanbindung unterstützt. Die Omnibushaltestelle befindet sich direkt an den Aufgängen.

## Geschichte

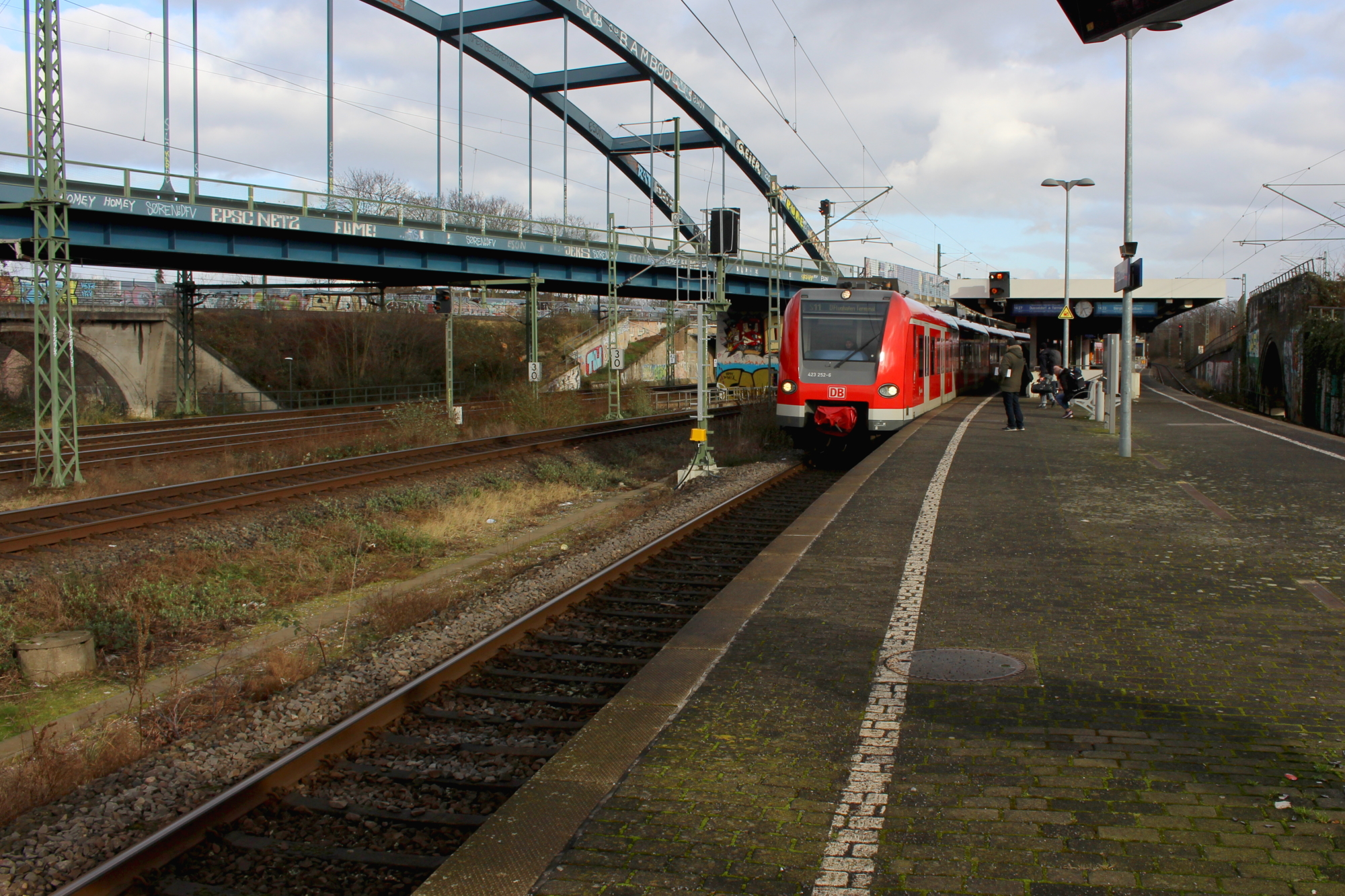
S-Bahn am Haltepunkt Buchforst

Der S-Bahn-Haltepunkt ist recht jung. Erst mit dem Bau der Kölner S-Bahn-Stammstrecke von Mülheim nach Nippes wurde die Station erbaut. Hierzu musste die südliche Güterzugtrasse (Köln-Kalk Nord/Mülheim–Köln-Deutzerfeld) verlegt und um ein Gleis reduziert werden. Die Station selbst wurde auf der ehemaligen Gleistrasse der Strecke Köln-Mülheim–Köln-Deutz (tief) erbaut, diese lag seit dem Zweiten Weltkrieg still. Mit dem Bau der Station wurde 1986 begonnen; sie konnte zum Sommerfahrplan 1990 für die Linie S 11 in Betrieb genommen werden. Im Sommer 1991 folgte die komplette Inbetriebnahme der Stammstrecke mit der Erweiterung nach Düsseldorf, seitdem hält auch die Linie S 6 in Köln-Buchforst.

## Bedienung
| Linie | Linienverlauf | Takt |
| ----- | --- | --- |
| S 6   | Essen Hbf – Essen Süd – E-Stadtwald – E-Hügel – E-Werden – Kettwig – Kettwig Stausee – Hösel – Ratingen Ost – D-Rath – D-Rath Mitte – D-Derendorf – D-Zoo – D-Wehrhahn – Düsseldorf Hbf – D-Volksgarten – D-Oberbilk – D-Eller Süd – D-Reisholz – D-Benrath – D-Garath – D-Hellerhof – Langenfeld-Berghausen – Langenfeld (Rheinland) – Lev.-Rheindorf – Lev.-Küppersteg – Leverkusen Mitte – Lev.-Chempark – K-Stammheim – K-Mülheim – K-Buchforst – K-Messe/Deutz – Köln Hbf – K-Hansaring – K-Nippes (– K-Geldernstr./Parkgürtel – K-Longerich – K-Volkhovener Weg – K-Chorweiler – K-Chorweiler Nord – K-Blumenberg – K-Worringen) Stand: Fahrplanwechsel Dezember 2023 | 20 min (werktags) 30 min (sonn-/feiertags, Essen–Düsseldorf auch samstags) Nippes–Worringen nur werktags 5–20 Uhr und sonn-/feiertags 11–21 Uhr |
| S 11  | D-Flughafen Terminal – D-Unterrath – D-Derendorf – D-Zoo – D-Wehrhahn – Düsseldorf Hbf – D-Friedrichstadt – D-Bilk – D-Völklinger Straße – D-Hamm – NE Rheinparkcenter – NE Am Kaiser – Neuss Hbf – Neuss Süd – Norf – NE-Allerheiligen – Nievenheim – Dormagen – Dormagen-Chempark – Köln-Worringen – K-Blumenberg – K-Chorweiler Nord – K-Chorweiler – K-Volkhovener Weg – K-Longerich – K-Geldernstraße/Parkgürtel – K-Nippes – K-Hansaring – Köln Hbf – K-Messe/Deutz – K-Buchforst – K-Mülheim – K-Holweide – K-Dellbrück – Duckterath – Bergisch Gladbach Stand: Fahrplanwechsel Dezember 2023                                                                        | 20 min |

Im Busverkehr verkehren folgende Linien:
| Linie | Fahrstrecke |
| ----- | --- |
| 159   | Poll, Schüttewerk – Poll, Salmstraße – Humboldt/Gremberg – Trimbornstraße – Kalk Kapelle – Buchforst, Waldecker Straße – Buchforst – Mülheim, Wiener Platz – Buchheim, Herler Straße |
| 171   | Mülheim, Wiener Platz – Buchforst – Buchforst, Waldecker Straße – Kalk – Blaubach – Breslauer Platz / Hbf verkehrt nur in der HVZ                                                    |